# Roemenië op het Eurovisiesongfestival 2018

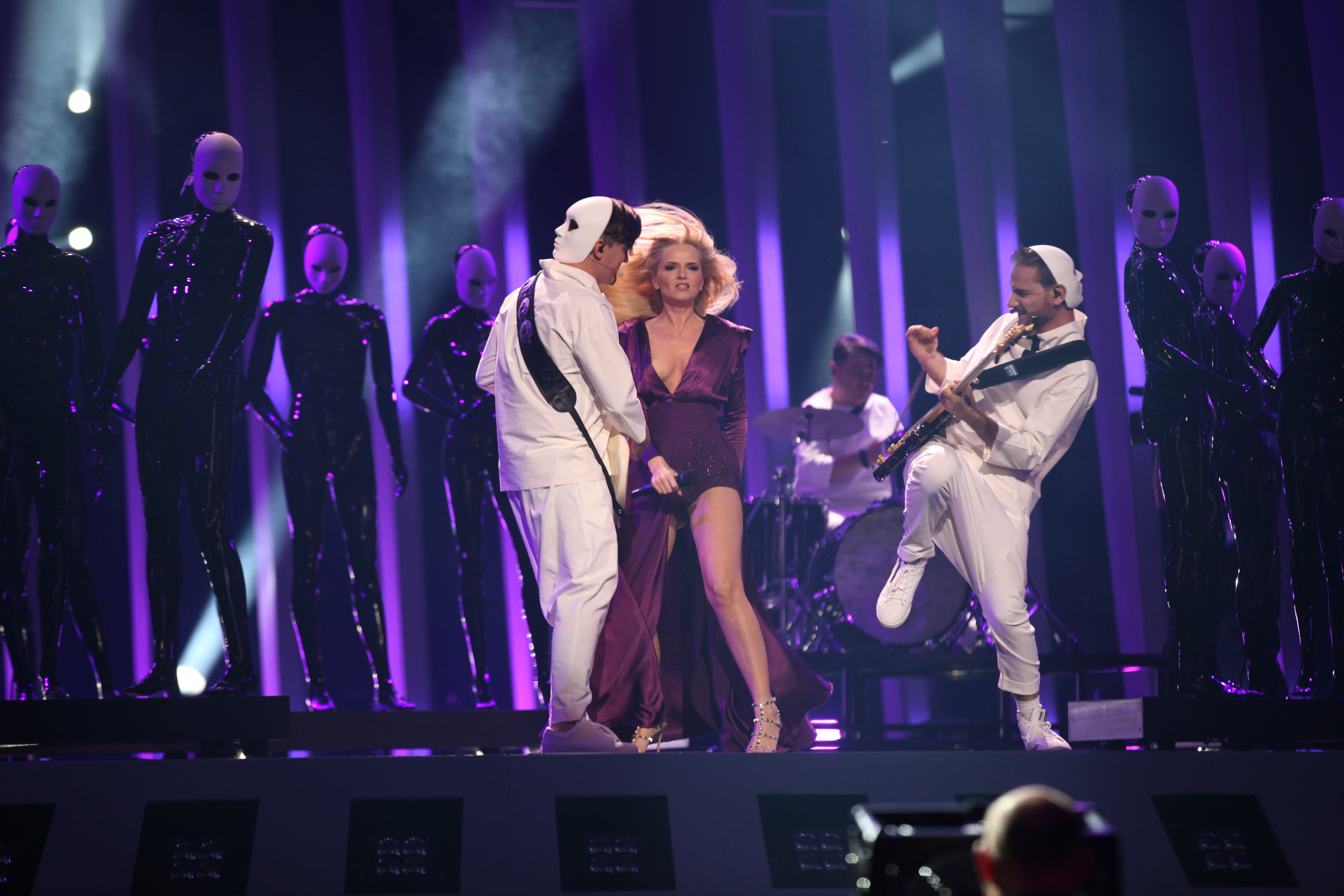
The Humans in Lissabon

Roemenië nam deel aan het Eurovisiesongfestival 2018 in Lissabon, Portugal. Het was de 19de deelname van het land aan het Eurovisiesongfestival. Televiziunea Română was verantwoordelijk voor de Roemeense bijdrage voor de editie van 2018.

## Selectieprocedure
Reeds op 7 juli 2017 maakte de Roemeense openbare omroep bekend te zullen deelnemen aan de 63ste editie van het Eurovisiesongfestival. De inzending werd gekozen in de Selecția Națională 2018. 
De inschrijvingsperiode liep van 15 november 2017 tot 15 december 2017. Er werden in totaal 72 inzendingen ontvangen. Vervolgens beoordeelde een selectiecomité bestaande uit Marian Ionescu, Liliana Ştefan, Nicu Patoi, Ilinca Băcilă en Viorel Gavrilă alle acts op verschillende onderdelen.  De best beoordeelde acts mochten deelnemen aan Selecția Națională 2018. Hun namen werden op 22 december 2017 vrijgegeven.
De nationale finale werd uitgezonden vanuit hoofdstad Boekarest op 25 februari 2018 en werd gepresenteerd door Ioana Voicu en Sonia Argint-Ionescu.  De einduitslag werd 100% bepaald door stemmen van mensen thuis bepaald. De band The Humans won Selecția Națională 2018 en mocht haar land vertegenwoordigen op Eurovisiesongfestival 2018.

## Selecția Națională 2018
25 februari 2018
| Volgorde | Artiest                           | Lied                    |
| -------- | --------------------------------- | ----------------------- |
| 1        | Rafael and Friends                | We Are One              |
| 2        | Tiri                              | Deșert de sentimente    |
| 3        | Claudi Andas                      | The One                 |
| 4        | Echoes                            | Mirror                  |
| 5        | Dora Gaitanovici                  | Fără tine               |
| 6        | Eduard Santha                     | Me som romales          |
| 7        | Vyros                             | La la la                |
| 8        | Feli                              | Bună de iubit (Royalty) |
| 9        | Teodora Dinu                      | Fly                     |
| 10       | Mihai Trăistariu                  | Heaven                  |
| 11       | Xandra                            | Try                     |
| 12       | Jukebox feat. Bella Santiago      | Auzi cum bate           |
| 13       | Alexia en Matei                   | Walking on Water        |
| 14       | Erminio Sinni and Tiziana Camelin | All the Love Away       |
| 15       | The Humans                        | Goodbye                 |

## In Lissabon
Roemenië trad aan in de tweede halve finale, op dinsdag 10 mei 2018. The Humans waren als tweede van achttien artiesten aan de beurt, net na Alexander Rybak uit Noorwegen en gevolgd door Sanja Ilić en Balkanika uit Servië. Roemenië eindigde uiteindelijk op de elfde plek met 107 punten en greep naast een plek voor de finale. Het was de eerste keer sinds de introductie van de halve finales dat Roemenië zich niet wist te plaatsen voor de finale.
1994 · 1995-1997 · 1998 · 1999 · 2000 · 2001 · 2002 · 2003 · 2004 · 2005 · 2006 · 2007 · 2008 · 2009 · 2010 · 2011 · 2012 · 2013 · 2014 · 2015 · 2016 · 2017 · 2018 · 2019 · 2020 · 2021 · 2022 · 2023 · 2024-2025
Albanië · Armenië · Australië · Azerbeidzjan · België · Bulgarije · Cyprus · Denemarken · Duitsland · Estland · Finland · Frankrijk · Georgië · Griekenland · Hongarije · Ierland · IJsland · Israël · Italië · Kroatië · Letland · Litouwen · Macedonië · Malta · Moldavië · Montenegro · Nederland · Noorwegen · Oekraïne · Oostenrijk · Polen · Portugal · Roemenië · Rusland · San Marino · Servië · Slovenië · Spanje · Tsjechië · Verenigd Koninkrijk · Wit-Rusland · Zweden · Zwitserland